# Вульфович, Борис Аркадьевич
Борис Аркадьевич Вульфович (род. 1929) — советский и российский учёный и педагог, профессор кафедры судовождения Мурманского государственного технического университета. Доктор технических наук (1978). Академик Российской академии транспорта и Академии навигации и управления движением. Почётный гражданин города-героя Мурманска (2013).

## Биография
Родился 21 октября 1929 года в Ленинграде в еврейской семье. Детские годы Бориса Аркадьевича прошли в коммунальной квартире в районе Старо-Невского проспекта. Его отец, работавший грузчиком Ленинградского морского торгового порта, в декабре 1940 года отправился на заработки на золотые прииски Бодайбо. Семья жила небогато, так как переводов отца из Бодайбо едва хватало на жизнь, а мать не работала из-за болезни. После начала блокады Ленинграда связь Бориса и его матери с отцом прервалась. В 1942 году Аркадий Вульфович был призван в Красную Армию, а в сентябре 1943 года он погиб в битве под Ельней — его близкие узнали об этом только после войны.
Во время блокады 12-летний Борис был членом пожарной команды, созданной военными из местных подростков для тушения пожаров, которые возникали из-за сбрасываемых немцами зажигательных бомб. 8 марта 1942 года скончалась его мать: дополнительные 250 граммов хлеба, которые он получал по материнской карточке до конца марта, позволили юноше выжить. В апреле 1942 года он попал в спецприёмник, куда свозили детей из заброшенных квартир, а оттуда был отправлен по Дороге жизни на Большую землю.
Бориса эвакуировали в Кострому, где он полтора года пролежал в больнице с тяжёлой степенью дизентерии и дистрофии, а после выздоровления воспитывался в местном детском доме. Там Борис начал писать стихи, регулярно публиковался в местной стенгазете. Там же он встретил свою первую любовь — воспитательницу, бывшую его значительно старше. Впоследствии Бориса включили в состав областной концертной бригады, укомплектованной воспитанниками детдомов Ярославской области (куда в то время входила и Кострома). В составе бригады он регулярно читал свои стихи в военных госпиталях области.
В сентябре 1943 года Борис был переведён в Ярославский областной детский дом им. Ленинского Комсомола, откуда было удобнее осуществлять концертную деятельность. Из-за концертов он часто пропускал уроки в 6 и 7 классах, однако затем быстро навёрстывал упущенное.
В 1945 году на одном из концертов 15-летний Вульфович встретился с А. Д. Чудиновой и Г. С. Свободиным, ведущими артистами Ярославского областного драматического театра имени Волкова, которые предложили юноше поступить в школу-студию актёра. Борис отказался, не решившись превратить своё увлечение в профессию, однако сохранил любовь к театру до конца жизни.
В начале июня 1945 года Борис окончил 7 класс с похвальной грамотой, после чего покинул детдом и вернулся в Ленинград, поселившись у своей родственницы. В Ленинграде поступил на гидрографический факультет Ленинградского высшего инженерно-морского училища им. адмирала С. О. Макарова (окончил в 1953 году, в 1961 году окончил аспирантуру вуза). В 1952 году, будучи студентом, поставил спектакль по пьесе Александра Корнейчука «Калиновая роща», сыграв в нём главную роль.
В 1953—1957 годах — старший инженер гидробазы в Певеке. С 1961 года работает в Мурманском высшем инженерно-морском училище (ныне — Мурманский государственный технический университет): старший преподаватель, доцент, профессор, заведующий кафедрой высшей математики, а с 1982 — профессор кафедры судовождения. В 1978 году получил учёную степень доктора технических наук, в 1989 году — учёное звание профессора.
Профессионально владеет английским языком, читает на нём лекции по мореходной астрономии в МГТУ. В 2018 году были издана антология из 75 выдающихся русских вокальных произведений — классических романсов, песен Великой Отечественной войны и избранной лирики, переведённых Б. А. Вульфовичем на английский язык.

## Научная деятельность
Автор 124 научных трудов, в том числе 20 учебников, учебных пособий и конспектов лекций по математике, навигации, мореходной астрономии, математической обработке результатов измерений, а также 7 словарей по математике, физике, судовождению и глагольным оборотам английского языка, одобренных профессорами Стэнфордского и Мичиганского университетов. Одна из его монографий — пособие по мореходной астрономии — одобрена Калифорнийской морской академией.
Б. А. Вульфович внёс большой вклад в развитие морской навигации и мореходной астрономии. Он является автором одного из астрономических способов определения места судна в малых широтах, разработчиком и одним из авторов новых мореходных таблиц МТ-90 — основного астронавигационного пособия для флотов России. Профессор Вульфович разработал основы общей теории навигационных изолиний, а также теории оценки малых выборок, продолжающие развитие важного научного направления российской науки в области судовождения и его безопасности. Под руководством Бориса Аркадьевича было подготовлено четыре кандидата наук, в том числе для Польши и Алжира. Также он активно консультирует преподавателей университета при подготовке ими кандидатских и докторских диссертаций.

## Семья
Дочь — врач по образованию, прима полупрофессионального театра в Калифорнии.

## Награды
- Почётный гражданин города-героя Мурманска (2013)[2]
- Благодарность Президента Российской Федерации (2019)[1].

## Публикации
- Вульфович Б. А. Основы мореходной астрономии (Elements of the Celestial Navigation). 1998
- Вульфович Б. А. Основы судовождения. 2005.
- Вульфович Б. А. Русские песни на английском. Антология романсов, песен о Великой Отечественной войне и избранной лирики с параллельным переводом Бориса Вульфовича. — М.: Мосты культуры, 2017. — 448 с.